# 34433 Kavars
34433 Kavars è un asteroide della fascia principale. Scoperto nel 2000, presenta un'orbita caratterizzata da un semiasse maggiore pari a 3,1275653 au e da un'eccentricità di 0,1107991, inclinata di 2,71769° rispetto all'eclittica.